# Alchemilla prasina
Alchemilla prasina é uma espécie de planta pertencente ao gênero Alchemilla e à família Rosaceae. Como outras espécies do gênero, é reconhecida por suas folhas palmadas e seu papel em ecossistemas de regiões temperadas e subárticas.  

## Descrição
Alchemilla prasina é uma planta herbácea perene de pequeno porte, com altura variando de 10 a 50 cm. Suas principais características morfológicas incluem:  
- Hábito: Herbácea de crescimento compacto, geralmente formando agrupamentos densos.  
- Caule: Ereto ou ligeiramente arqueado, fino, e coberto por uma leve pilosidade.  
- Folhas:  
```
 - Apresentam formato palmado, com margens arredondadas e serrilhadas.  
 - Dispostas alternadamente, frequentemente formando uma roseta basal.  
 - Coloração verde-clara, com textura pilosa e capacidade de reter gotas de água devido ao fenômeno conhecido como 
guttation
.  
 - Sustentadas por pecíolos longos e delgados.  
```

- Flores:  
```
 - Organizadas em inflorescências do tipo cimeira, com pequenas flores de 2 a 4 mm de diâmetro.  
 - Possuem sépalas verdes ou amarelo-claras, sendo desprovidas de pétalas.  
 - Frequentemente apresentam reprodução apomítica, na qual as sementes são formadas sem fertilização.  
```

- Frutos: Pequenos aquênios, secos e indeiscentes, contendo uma única semente.

## Distribuição e Habitat
Alchemilla prasina é encontrada em regiões temperadas e subárticas da Europa e Ásia. É comum em prados, encostas de montanhas e margens de florestas, preferindo solos bem drenados e ricos em matéria orgânica. A espécie é adaptada a ambientes úmidos e climas mais frios, sendo uma planta resiliente em habitats naturais.

## Uso e Importância
Embora não existam registros específicos sobre o uso de Alchemilla prasina, outras espécies do gênero Alchemilla têm uma longa tradição de uso na medicina popular, sendo conhecidas por suas propriedades adstringentes e anti-inflamatórias. Essas propriedades podem ser observadas em algumas outras espécies como Alchemilla vulgaris, que é utilizada para tratar distúrbios digestivos e outros problemas de saúde.